# Parafia Wniebowzięcia Najświętszej Maryi Panny w Złotowie
 Parafia Wniebowzięcia Najświętszej Maryi Panny w Złotowie – parafia rzymskokatolicka należąca do dekanatu Złotów I diecezji bydgoskiej. Założona 27 maja 1619. Kościół parafialny został wybudowany w latach 1661–1664 w stylu barokowym.  

## Liczebność i zasięg parafii
Do parafii należą wierni będący mieszkańcami śródmiejskiej i wschodniej części Złotowa oraz miejscowości: Kujan, Kujanki, Międzybłocie, Płosków, Stawnica i Śmiardowo Złotowskie. Liczy 11 600 wiernych.

## Stowarzyszenia, Ruchy i Wspólnoty
Apostolstwo Dobrej Śmierci, Koło Misyjne, Kręgi Rodzin Domowego Kościoła, Oaza Młodzieży,Oaza Dzieci Bożych, Odnowa w Duchu Św., Radio Maryja, Stowarzyszenie Rodzin Katolickich, Ojcowie Żywego Różańca, Matki Żywego Różańca, Grupa Modlitewna, Ministranci, Schola Dziecięca, Schola Młodzieżowa, Apostolat MARGARETKA, Grupa misyjna, Poradnia Życia Rodzinnego, Caritas, Rada Parafialna, Rada Ekologiczna, Stowarzyszenie Rodzin Katolickich, Msza dla dzieci.